# Пинк Флойд
„Пинк Флойд“ (на английски: Pink Floyd) е английска рок група, основана в Лондон през 1965 г. Първоначално постига известност със своята психеделична музика, тя развива стил, който се отличава с удължени композиции, звукови експерименти, философски текстове и усложнени концертни представления, а това я превръща в една от водещите групи на прогресив рока. „Пинк Флойд“ е една от най-търговско успешните и музикално влиятелни групи в историята на популярната музика.
„Пинк Флойд“ е създадена от студентите Сид Барет (китара, водещ вокал), Ник Мейсън (барабани), Роджър Уотърс (бас китара, вокал) и Ричард Райт (клавиши, вокал). Водени от Сид Барет, те издават успешен дебютен албум – The Piper at the Gates of Dawn (1967). Китаристът и вокалист Дейвид Гилмор се присъединява през декември 1967 г., а през април 1968 г. Сид Барет напуска, заради влошеното си психическо здраве. Главен автор на текстовете и тематиката става Роджър Уотърс, който разработва концепциите на албумите The Dark Side of the Moon (1973), Wish You Were Here (1975), Animals (1977), The Wall (1979) и The Final Cut (1983). Групата създава и музиката за няколко филма.
В резултат на междуличностни напрежения Ричард Райт напуска „Пинк Флойд“ през 1979 г., последван от Роджър Уотърс през 1985 г. Дейвид Гилмор и Ник Мейсън продължават да работят под името „Пинк Флойд“, а по-късно Ричард Райт отново се присъединява към тях. Тримата издават още два албума – A Momentary Lapse of Reason (1987) и The Division Bell (1994) – последвани от големи турнета, след което прекъсват дейността си. Всички членове на групата освен Сид Барет се събират отново през 2005 г. за еднократно участие в събитието „Лайв Ейд“. Сид Барет умира през 2006 г., а Ричард Райт – през 2008 г. Последният студиен албум на „Пинк Флойд“ The Endless River (2014) е базиран на неиздаден материал от записите на The Division Bell.
„Пинк Флойд“ са сред първите британски психеделични групи и оказват влияние върху развитието на стилове като прогресив рок и ембиънт. Четири техни албума оглавяват американските или британските класации, а песните See Emily Play (1967) и Another Brick in the Wall, Part 2 (1979) са единствените им Топ 10 сингли в двете страни. През 1996 го. „Пинк Флойд“ са включени в американската Зала на славата на рокендрола, а през 2005 г. и в Залата на славата на британската музика. Към 2013 г. имат продадени повече от 250 милиона записи в целия свят, а The Dark Side of the Moon и The Wall са сред най-продаваните албуми в историята.

## История

### 1963 – 1967: Ранни години
Групата Пинк Флойд, наричана отначало Пинк Флойд Саунд (The Pink Floyd Sound), първоначално се състои от Боб Клоуз (соло китара), Сид Барет (вокал, ритъм китара), Ричард Райт (клавишни, вокал), Роджър Уотърс(бас китара, вокал) и Ник Мейсън (ударни), и е наречена в чест на двама блус музиканти, Пинк Андерсън и Флойд Каунсъл. В началото групата изпълнява кавъри на балади в стил ритъм енд блус, като напр. Луи, Луи. Тъй като Сид Барет започва да пише музика, повлияна повече от американския сърф рок, психеделичен рок и британската своенравност, хумор и литература, твърдо ориентираният към джаза Клоуз напуска доста стабилната четворка, която остава в тази конфигурация за няколко години.
През март 1967 излиза първият сингъл на групата Arnold Layne (Арнолд Лейн), който заема 23-то място в британския хит-парад, но предизвиква малък скандал в пресата и по радиото заради съдържанието. Песента разказва за човек, който краде нощно време бельо от просторите. Вторият сингъл See Emily Play (1967) (Виж как играе Емили) се оказва още по-успешен и достига 6-о място в британския хит-парад.

### 1967 – 1978: Преобразуване и международен успех
Звукът на групата се втвърдява до известна степен през 1968 г., когато китаристът Дейвид Гилмор се присъединява към нея. През 1969 г. Сид Барет получава психично разстройство, дължащо се на продължителна употреба на халюциногенни средства (особено ЛСД). Състоянието на Барет става все по-малко предсказуемо, концертите на групата стават все по-несигурни и другите членове на групата просто спират да вземат Барет на концертите, а Уотърс и Гилмор заемат мястото му на соло вокал.
Сид Барет написва повечето композиции за първия албум, The Piper at the Gates of Dawn (букв. „флейтистът при портите на зората“) (1967), чието име е заимствано от книгата за деца на Кенет Греъм „Шумът на върбите“, но приносът му към втория, A Saucerful of Secrets (Чиния, пълна с тайни) (1968), е малък, което кара групата да поеме в нова посока. Със загубата на основния си автор на песни, групата се възприема като губеща фокуса и характерното си звучене: следващият двоен албум Ummagumma (част от който е записана на живо в рок-клуб Мадърс в Бирмингам през 1969) е смесица от записи на живо и необработени експериментални студийни записи, правени от членовете на групата, като всеки запис представлява солов проект и заема половин страна от плоча (жената на Мейсън дава своя не твърде успешен принос като флейтистка).
Албумът Atom Heart Mother (Майка с атомно сърце) (1970) достига първо място в класациите на Великобритания. Днес някои го считат за отживелица от психеделичния период, а Гилмор го описва като звучене на група, „лутаща се на тъмно“. Едноименната песен дължи много на аранжимента на Рон Гийсин.
Пинк Флойд издава албуми със саундтракове към няколко филма, първият от които е More (Повече) на Барбе Шрьодер през 1969. В края на 1960-те те се увличат по по-тежкия звук. Някои композиции, като напр. Nile Song (Песента на Нил) от албума More, звучи внушително дори на фона на грънджа (grunge) от 1990-те или съвременния ню метал.
През 1970 г. Пинк Флойд издава и албум със саундтрак към филма Забриски Пойнт на Микеланджело Антониони.
Звукът на групата е значително по-фокусиран в албума Meddle (Намеса) (1971), чиято 23-минутна епична балада Echoes (Ехо) се счита днес от много критици за една от най-добрите творби на Пинк Флойд. Този албум включва още и изпълнената с настроение композиция One of These Days (Един от тези дни) (считана сега за концертна класика, с изкривен, безплътен вокал) и St. Tropez (Сен Тропе) в стил суинг. Впускането на групата в експерименти и изпробването на нововъведения е отразено в Seamus (Шеймъс) (първоначално Mademoiselle Nobs), композиция, в която соло вокалът се изпълнява от руска хрътка.
Малко известният албум Obscured By Clouds (Забулено от облаци) е издаден през 1972 като саундтрак към филма La Vallee (Долината). Албумът няма хитове № 1, но композиции като Wot's...uh the Deal (К’во става), Childhood's End (Краят на детството), Free Four (Свободна четворка) и Stay (Остани) се смятат за изключителни произведения от техния обширен репертоар.
Въпреки че групата изобщо не е ориентирана към издаване на хитове на сингли, нейната композиция Money (Пари) от постигналия солиден успех албум Dark Side of the Moon (Тъмната страна на Луната) (1973) стига първо място в класациите на САЩ, и което е по-важно, остава в челните 100 за повече от десетилетие, като чупи много рекорди по пътя и прави албума един от най-продаваните на всички времена. Самият албум Dark Side of the Moon е концептуален албум, разглеждащ теми като умопомрачение, невроза и слава, който поради използваната нова 16-пистова записваща техника на студиото Аби Роуд и огромното време, отделено от инженера (Алън Парсънс), налага нови стандарти за точно възпроизвеждане на звука. Албумът Dark Side of the Moon става източник и на упорита градска легенда, според която той е нещо като синхронизиран саундтрак към филма Магьосникът от Оз (по-късно Дейвид Гилмор отрича албумът да има нещо общо с филма).
Албумът Dark Side of the Moon и последвалите го три албума: Wish You Were Here (Бих искал да си тук), Animals (Животни) и The Wall (Стената) често се смятат за върха в кариерата на Пинк Флойд. Първият от тези албуми, Wish You Were Here, издаден през 1975, е в памет на Сид Барет, а текстовете му и посрещнатото с критика инструментално изпълнение Shine On You Crazy Diamond (Заблести, ти, луд диамант), както и класическата едноименна композиция, са свързани изключително с последствията от неговото психично разстройство.
През 1977 г. и след издаването на албума Animals музиката на групата все повече се подлага на критика от някои клонове на течението пънк рок, които я смятат за твърде вяла и претенциозна, с течение на времето изгубила простотата на ранния рокендрол. Албумът Animals съдържа доста дълги песни, обединени около тема, взета отчасти от Животинска ферма на Джордж Оруел, където герои са свине, кучета и овце като алегория за съвременното общество.

### 1978 – 1985: Период на Уотърс
Епичната рок опера The Wall (1979), създадена главно от Роджър Уотърс, събужда отново интереса към Пинк Флойд и носи възторжени отзиви за групата и още един хит – песента Another Brick in the Wall (Още една тухла в стената) с популярните си фрази We don't need no education, we don't need no thought control (Не се нуждаем от никакво образование, не се нуждаем от никакъв контрол на мисленето). Изключителната композиция Comfortably Numb (Приятно вцепенен), неиздадена на сингъл (и интересно, мразена и от Уотърс, и от Гилмор), става крайъгълен камък за радио плейлисти на класически и албумно ориентиран рок и до днес се смята за една от най-известните песни на групата. Тя е единствената песен от първите четири концептуални албума на Пинк Флойд, която е отделена с пауза от предходната и следващата песен. Албумът става основа за шоу, което се представя на турне, но поглъща огромни средства и води до финансова загуба. По това време Роджър Уотърс увеличава своето артистично влияние и затвърждава лидерското си място в групата, предизвиквайки чести конфликти с останалите членове и принуждавайки Ричард Райт да напусне групата (той се връща за няколко концерта на живо, но срещу фиксирано възнаграждение и по този начин става единственият член на Пинк Флойд, който изкарва пари от шоуто The Wall, защото останалите трябва да покриват прекалено големите разходи). Копродуцент на албума е Боб Езрин, приятел на Уотърс, който участва в написването на композицията The Trial (Процесът).
Албумът The Wall остава в списъка на най-продаваните албуми цели 14 години. През 1982 г. по него е направен филмът Пинк Флойд Стената, чийто сценарист е Роджър Уотърс, а режисьор е Алън Паркър. Във филма участва основателят на групата Бумтаун Ратс, Боб Гелдоф, а анимацията в него е дело на забележителния британски карикатурист Джералд Скарф.
През 1983 г. е издаден албумът The Final Cut (нееднозначно заглавие, превеждано различно: „Последният удар“, „Краят“, „Последната рана“ и дори „Последен монтаж“!). Тонът му е дори по-мрачен от този в The Wall. Албумът The Final Cut изследва отново много от темите на The Wall, засяга актуални тогава събития и отразява гневното отношение на Роджър Уотърс към участието на Великобритания във войната за Фолкландските острови, най-вече с композицията The Fletcher Memorial Home (Домът „Флетчър“), както и опасността и страха от ядрена война в композицията Two Suns in the Sunset (Две слънца залязват). Макар и издаден като албум на Пинк Флойд, проектът изцяло е доминиран от Роджър Уотърс и става прототип за звука и формата на по-късните солови проекти на Уотърс. Според стандартите на Пинк Флойд, албумът постига умерен успех и има един по-малък радио хит – Not Now John (Не сега, Джон).

### 1985 – 1994: Период на Гилмор
След издаването на албума The Final Cut членовете на групата поемат по самостоятелни пътища, като Уотърс и Гилмор издават соло албуми. През 1987 г. обаче Гилмор се опитва да възроди групата с Ник Мейсън. Следва остър юридически спор с Роджър Уотърс (който напуска групата през 1985 г.), но Гилмор и Мейсън получават правото да издадат албум с името на Пинк Флойд (Уотърс обаче получава правата върху някои традиционни за Пинк Флойд художествени средства и почти целия албум The Wall). Ричард Райт се присъединява отново към групата по време на записите на албума A Momentary Lapse of Reason (Краткотрайна загуба на разсъдък), или (Моментна грешка на съзнанието) като студиен музикант на седмична заплата. Ричард Райт е член на групата и при издаването на албума The Division Bell („Камбана на раздялата“ или „Дивизионна камбана“) през 1994 г. и последвалото го турне. Последната записана песен от музикантите е „High Hopes“ и неслучайно е сложена последна в списъка от песните.
Всички членове на Пинк Флойд издават соло албуми, които постигат различна степен на успех сред критиката и на пазара. Албумът Amused To Death (Развеселен до смърт) на Роджър Уотърс е хвален изключително много.
През 1990-те някои хора (най-вече Трент Резнър и Джим Коти от групата KLF) издават транс ремикси на албумите More, Atom Heart Mother, Meddle, Obscured By Clouds, Dark Side of the Moon, Wish You Were Here (преиздаден и по-късно), Animals, The Wall, A Collection of Great Dance Songs, The Final Cut, A Momentary Lapse of Reason и The Division Bell.
Пинк Флойд са прочути със своите пищни сценични шоута, в които тяхната музика се комбинира с визуални ефекти над сцената и в които изпълнителите са почти второстепенни по значение. Това е главната тема по време на турнето с шоуто The Wall, в което първата песен се изпълнява от наети изпълнители, носещи гумени маски на лицата си (успешно доказвайки, че групата не е известна по лицата на отделните изпълнители). По-нататък в шоуто между публиката и групата се издига огромна стена, която на финала бива взривена. Това шоу се създава наново от редица гостуващи изпълнители (като Браян Адамс, Скорпиънс, Ван Морисън и др.), събрани около Роджър Уотърс през 1990 г. сред руините на Берлинската стена.
Пищните сценични шоута са характерни и за рок групата Дизастър Ериа (Disaster Area – район на бедствие), която създава най-силния шум във вселената и използва слънчеви изригвания за ефекти по време на шоутата и която е измислена от Дъглас Адамс в неговата поредица Пътеводител на галактическия стопаджия. Дъглас Адамс е личен приятел на Дейвид Гилмор и се появява веднъж като гостуващ китарист по време на турнето с шоуто P.U.L.S.E.
Пинк Флойд не издава нито един студиен запис след The Division Bell (1994) и групата още не се е разпаднала официално, но и няма дори слухове за издаване на нов албум. Единствените прояви на групата след The Division Bell са издаване на албум с компилации на изпълнения на живо от техните концерти през 1980 и 1981, озаглавен Is There Anybody Out There? The Wall Live (Има ли някой там? „Стената“ на живо), и на комплект от два диска с компилация от най-доброто на групата, озаглавен Echoes, през 2001.
Албумът Echoes предизвиква някои противоречия, защото песните в него преминават без пауза към следващите в различна последователност от тази в оригиналните албуми, а в някои случаи значителни части от песни, като Echoes, Shine On You Crazy Diamond and Marooned (Изоставен), са отстранени.

### 2005 – 2016: Повторно събиране иThe Endless River
След двадесет годишна раздяла, на 2 юли 2005 г., Дейвид Гилмор, Рик Райт, Ник Мейсън и Роджър Уотърс се събират отново, за да участват в благотворителния концерт Live 8 по покана на Боб Гелдоф.
Ричард Райт умира на 15 септември 2008 след кратко боледуване от рак.
На 30 август 2013 г. спектакълът The Wall (преобразуван от Роджър Уотърс за представяне на големи и открити стадиони) е изнесен и в България. Шоуто бива проведено на Националният стадион „Васил Левски“ пред над 50 000 зрители. Роджър Уотърс кани на сцената 15 български деца с които да пее Another Brick In The Wall. По време на песента Mother, точно след фразата Mother, should I trust the government? (Мамо, трябва ли да вярвам на правителството?), на стената се изписва на български думата „ОСТАВКА“ (виж Протести срещу кабинета „Орешарски“).

## Дискография
Студийни албуми:
- The Piper at the Gates of Dawn (1967)
- A Saucerful of Secrets (1968)
- Music From the Film More (1969)
- Ummagumma (1969)
- Atom Heart Mother (1970)
- Meddle (1971)
- Obscured By Clouds (1972)
- Dark Side of the Moon (1973)
- Wish You Were Here (1975)
- Animals (1977)
- The Wall (1979)
- The Final Cut (1983)
- A Momentary Lapse of Reason (1987)
- The Division Bell (1994)
- The Endless River (2014)

Саундтракове:
- Tonite let's all make love in London – EP (1968)
- Zabriskie point (1972)

Албуми на живо:
- Delicate sound of thunder (1988)
- Pulse (1995)
- Is there anybody out there – The Wall live 1980 – 81 (2000)

### Неиздаден материал
- Household Objects (Домакински предмети) (1974) (незавършен)

## Любопитни факти
- Гигантското надуваемо прасе, използвано за обложката на Animals, летящо край електроцентралата Батърсий (Battersea Power Station), се откъснало от въжето си и отлетяло, а според някои пилоти се било издигнало на 12 000 м височина.
- Оригиналното надуваемо прасе, използвано в Animals и турнетата с шоуто The Wall е присъдено като интелектуална собственост на Роджър Уотърс и не може да се използва в турнетата на реформираната от Гилмор, Мейсън и Райт група Пинк Флойд. Те заобикалят тази забрана, като променят пола на прасето, чрез добавяне на полови жлези.
- След атаките на 11 септември 2001, радио конгломератът Клиър Ченъл Комюникейшънс (Clear Channel Communications) разпространява списък от 150 песни, за които се препоръчва да бъдат изтеглени от излъчване в ефир. В този списък са и песните на Пинк Флойд Run Like Hell (Бягай като дявол) (...They're gonna send you back to mother in a cardboard box – Ще те изпратят на майка ти в кашон) и Mother (Майко) (Mother, do you think they'll drop the bomb – Майко, мислиш ли, че ще пуснат бомбата?).

## Групи в чест на Пинк Флойд
През 1990-те се появяват множество групи в чест на Пинк Флойд. Повечето от тях могат да възпроизвеждат ефектите и концертите почти като в оригинал. Някои от тях са:
- Брит Флойд (Brit Floyd)
- Острелиан Пинк Флойд Шоу (Australian Pink Floyd Show)
- Грейт Гиг ин дъ Скай (The Great Gig in the Sky)
- Пинк Флойд Експирианс (The Pink Floyd Experience)
- Пинк Войд (Pink Void)
- Пинк Фройд (Pink Freud)